# 초상화 (소설)
《초상화》(러시아어: Портре́т 포르트레트[*])는 니콜라이 고골이 집필한 단편 1835년 발표한 단편집 《아라베스크》에 수록되어 최초로 출판되었으며, 이후 1842년 잡지《소브레멘니크》에 개정본이 실렸다.

## 줄거리

### 1부
가난한 화가 차르트코프는 어느 날 시장에서 초상화 한 점을 구입했다. 초상화 속 인물의 눈은 보는 사람을 노려보는 듯 이상한 생기를 내뿜고 있었고, 차르트코프는 그 날 밤 악몽에 시달렸다. 다음 날 집세 독촉을 위해 방문한 경찰서장이 차르트코프와의 실랑이 중에 초상화 액자틀을 세게 움켜쥐었는데 그 안에서 금화 한 무더기를 발견하였다. 그 길로 차르트코프는 번듯하게 아틀리에를 꾸미고 돈 많은 사람들의 초상화를 그려가며 부와 명성을 얻었다. 곧 그의 재능은 시들었고 화풍은 틀에 박혀버렸다. 시간이 흘러 어느 날, 옛 동료가 자신의 그림을 평해달라는 부탁을 받고 간 화랑에서 수 년 간을 오로지 예술을 위해서 정진한 흔적이 고스란히 담긴 그림을 발견한 차르트코프는, 마음을 다잡고 자기도 그런 그림을 그리려 해보았지만 이미 시들어버린 재능과 굳어버린 화풍으로는 불가능했다. 좌절한 그는 비싸고 훌륭한 작품들을 사다가 모조리 찢어버리는 일을 거듭하는 정신병적 행동을 일삼다 죽었다.

### 2부
시간이 흘러 이 초상화가 경매에 나오는데 경매가는 하늘 높은 줄 모르고 치솟기만 한다. 이 때 한 젊은 화가가 경매를 중지시켜 달라는 부탁과 함께 그림의 내막을 들려준다. 초상화의 모델은 지독한 고리대금업자로 이상하게도 그의 돈을 빌린 사람들은 모두 불행해졌다고 한다. 자신의 아버지는 고리대금업자로부터 초상화를 그려줄 것을 요청받고 훌륭한 모델이라는 생각에 작업에 착수하지만 아버지 역시 그림이 완성되어감에 따라 점차 비뚤어지게 된다. 어느날 제자의 성공을 참지 못한 아버지는 콩쿨에 제자와 더불어 작품을 출품하고, 그 작품이 1등을 차지할 것을 의심하는 사람은 아무도 없었다. 하지만 한 성직자가 그 작품에는 악마적인 것이 깃들여져 있으며 화가의 손이 부정한 기분에 조종되고 있음에 틀림없다는 평을 한다. 모든 사람은 그 성직자의 말이 사실임을 납득하지 않을 수 없게 된다. 그 그림의 인물들 눈이 모두 고리대금업자의 눈과 똑같은 것이었다. 화가 난 아버지는 초상화를 없애버리려 하지만 절친한 친구가 안타까운 마음에 그 걸작을 가져가고 아버지는 수도원에 들어가 참회를 거듭하여 결국은 다시 붓을 손에 쥘 수 있는 상태가 된다. 아버지는 아들에게 어디선가 그 초상화를 본다면 무슨 일이 있더라도 찢어 없애줄 것을 부탁하고, 15년 여가 흐른 후 그 초상화를 발견하게 되었으니, 지금 경매가 진행되고 있는 바로 그 작품이라는 것이다.